# Film di supereroi
Il film di supereroi è un genere cinematografico incentrato sui supereroi, ed è caratterizzato da scene d'azione, trame a sfondo fantastico-avventuroso, con elementi fantascientifici e in alcuni casi influssi dal genere horror e fantasy.
Questo filone cinematografico è spesso caratterizzato, come i fumetti a cui si ispira, dalla serialità, generando nei casi di successo serie cinematografiche in cui il protagonista lotta contro uno o più antagonisti supercriminali scelti tra quelli più famosi presenti negli albi dedicati al personaggio stesso. La maggior parte di questi film sono trasposti da fumetti, ma non mancano eccezioni come The Toxic Avenger, Darkman o Hancock, che hanno per protagonisti personaggi originali, ideati appositamente per il cinema.

## Storia

### Primi anni (1941-1968)
Poco dopo la nascita e il successo dei primi fumetti di supereroi hanno iniziato a essere prodotti dei serial cinematografici rivolti soprattutto a un pubblico di ragazzi; il primo di questi serial è stato Adventures of Captain Marvel (1941), la serie di cortometraggi animati Superman (1941-1943), seguiti dai serial cinematografici Batman (1943), The Phantom (1943), Captain America (1944) e Superman (1948).
Negli anni successivi il declino del genere dei serial e dell'industria dei fumetti ha portato a una sospensione dei film di supereroi, che si sono rivolti alla televisione. A Superman sono state dedicate due piccole produzioni cinematografiche negli anni cinquanta: il film indipendente Superman and the Mole-Men, diretto da Lee Sholem (1951) e il cortometraggio Stamp Day for Superman di Thomas Carr del 1954. Da Superman and the Mole-Men è derivata la serie televisiva Adventures of Superman (1952).
Nel decennio successivo, il successo della serie TV Batman (1966-1968) interpretata da Adam West ha permesso di girare il film derivato omonimo del 1966, primo lungometraggio dedicato a questo supereroe.

### Anni 1978-1999
Sulla scia del rinnovato interesse per la fantascienza e per il fantasy dovuto al successo di Guerre stellari, è stato realizzato Superman (1978), diretto da Richard Donner, che è stato un successo di critica e di pubblico. Durante gli anni ottanta sono stati girati altri film di successo come Superman II (1980) e Batman (1989) di Tim Burton. A questi sono succeduti vari seguiti e nuovi film tra cui Il mostro della palude (1982), Superman III (1983), Supergirl - La ragazza d'acciaio (1984), The Toxic Avenger (1985), Superman IV (1987), Il vendicatore (1989), Tartarughe Ninja alla riscossa (1990) e i suoi due sequel, Le avventure di Rocketeer (1991), Batman - Il ritorno (1992), Batman - La maschera del Fantasma (1993), L'Uomo Ombra (1994), Batman Forever (1995), Power Rangers - Il film (1995), Dredd - La legge sono io (1995), The Phantom (1996), Steel (1997) e Mystery Men (1999). Capitan America (1990) è uscito direttamente in home video e in numero limitato di copie al cinema, mentre The Fantastic Four (1994) non è stato nemmeno distribuito.
Il successo de Il corvo - The Crow (1994) ha segnato l'inizio degli adattamenti dark, caratterizzati da un'ambientazione più oscura e protagonisti decisamente più maturi e violenti rispetto ai classici supereroi; mentre Batman & Robin (1997) è stato criticato per essere troppo comico e spiritoso, Il corvo si è distinto per la sua vena realistica e più matura che avvicinarono il film ai moderni film d'azione, prendendo le distanze dagli altri film di supereroi, indirizzati a un pubblico giovane; nel 1997 è stato prodotto Spawn, adattamento dell'omonimo antieroe dell'Image Comics. I Marvel Studios, sull'onda del successo di questi film, si sono convinti ad adattare il fumetto horror Blade con un film omonimo del 1998 che ha dato il via a una trilogia. Nello stesso anno è stato prodotto anche Nick Fury, un film per la televisione diretto da Rod Hardy e interpretato da David Hasselhoff.

### Anni 2000-2009

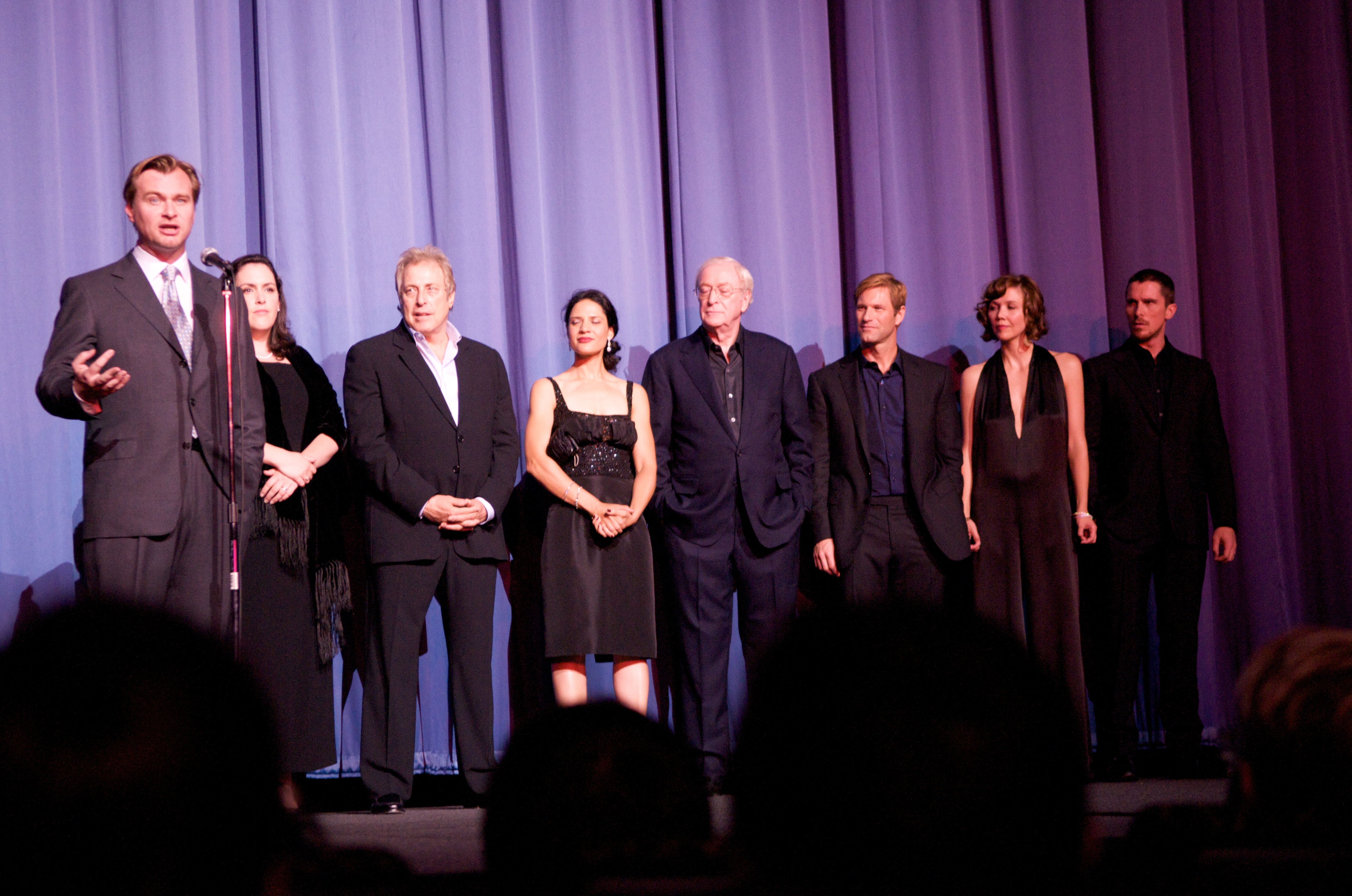
Il cast de Il cavaliere oscuro (2008) con il regista Christopher Nolan

Il nuovo millennio si è aperto con un rinnovato interesse per il genere grazie al successo di molti film Marvel: X-Men (2000) di Bryan Singer è stato il primo di una fortunata serie di film. Nel 2002 è stato diretto da Sam Raimi un altro adattamento di un fumetto Marvel, Spider-Man, che è diventato uno dei maggiori incassi dell'epoca e ha aperto le porte a una trilogia di successo. Con il successo di questi film sono state prodotte molte altre pellicole tra cui Daredevil (2003), La leggenda degli uomini straordinari (2003), Hulk (2003), Hellboy (2004), Catwoman (2004), The Punisher (2004), I Fantastici 4 (2005), Batman Begins (2005) e Ghost Rider (2007). A questi sono seguiti negli anni sequel e spin-off: Blade II (2002), X-Men 2 (2003), Spider-Man 2 (2004), Blade: Trinity (2004), Elektra (2005), X-Men - Conflitto finale (2006), I Fantastici 4 e Silver Surfer (2007), Hellboy: The Golden Army (2008), Watchmen (2009) e X-Men le origini - Wolverine (2009).
Sono stati prodotti anche film di supereroi di serie B o indipendenti come lo spagnolo Faust: Love of the Damned (2001), il giapponese Ultraman (2004) e i bollywoodiani Krrish (2006) e Mercury Man (2006). Alcuni film di supereroi usciti dopo il 2000 si sono orientati verso la commedia e il thriller, con personaggi originali, riscuotendo in generale minore successo. M. Night Shyamalan ha diretto il thriller fantascientifico Unbreakable - Il predestinato (2000), la cui storia ruota attorno a una guardia giurata che scopre di avere la stoffa del moderno supereroe. Ci sono stati negli anni anche film di supereroi più orientati verso la commedia per tutta la famiglia: il film d'animazione Pixar Gli Incredibili - Una "normale" famiglia di supereroi (2004), vincitore di due Oscar 2005, tra cui miglior film d'animazione, Sky High - Scuola di superpoteri (2005) e Capitan Zoom - Accademia per supereroi (2006), che sono indirizzati a un pubblico giovane unendo commedia e azione, e La mia super ex-ragazza (2006), che unisce al genere supereroistico la commedia romantica.
Il mondo del cinema si è comunque tenuto vicino ai canoni del genere: i reboot Batman Begins (2005) e Superman Returns (2006) hanno incassato rispettivamente 375 e 391 milioni di dollari di incasso mondiale, portando al rinnovo del franchise cinematografico di Batman, mentre i risultati al botteghino di Superman non sono stati considerati sufficienti per dare il via libera a un sequel. Nel 2007 Spider-Man 3 è stato un successo, incassando 891 milioni di dollari. Nel 2008 Iron Man, basato sull'omonimo personaggio, ha riscosso un ottimo risultato al botteghino, incassando 585 milioni di dollari in tutto il mondo, aprendo così le porte per quello che sarà poi chiamato Marvel Cinematic Universe; Il cavaliere oscuro (2008), sequel di Batman Begins, è tra il film di supereroi con più candidature ai Premi Oscar, vincendo l'Oscar al miglior attore non protagonista (vinto postumo da Heath Ledger) e l'Oscar al miglior montaggio sonoro; è stato inoltre il primo film del genere a superare il miliardo di dollari di incasso. Hancock (2008) ha ottenuto buoni incassi, mentre Punisher - Zona di guerra (2008) e The Spirit (2009) si sono rivelati dei flop. Il reboot de L'Incredibile Hulk, diretto da Louis Leterrier e ambientato nel Marvel Cinematic Universe, ha cercato di dare nuova linfa al personaggio dopo il film del 2003 di Ang Lee, ma non si è rivelato il successo sperato.

### Anni 2010-2019

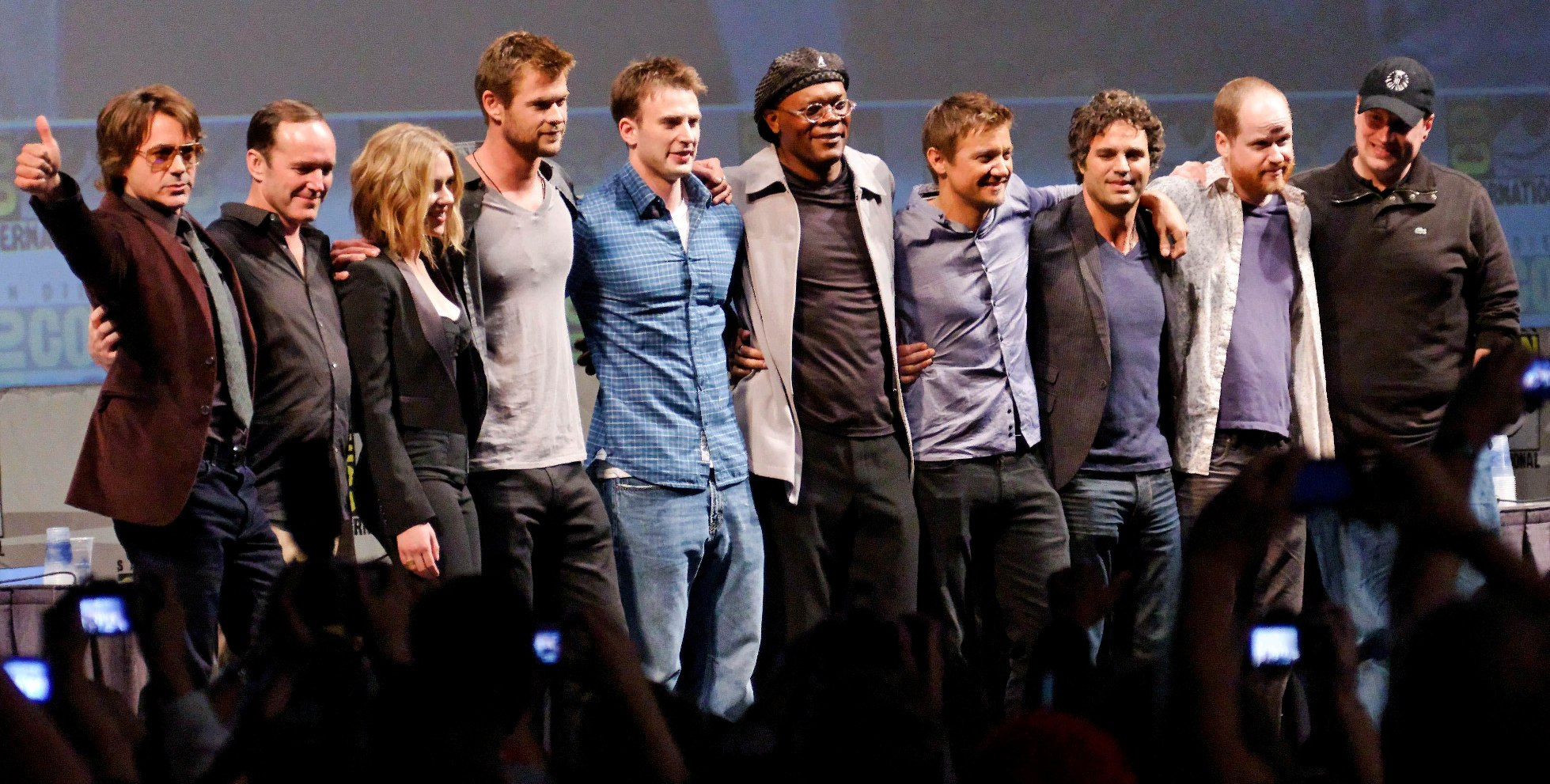
Il cast di The Avengers (2012) con il regista Joss Whedon e il presidente dei Marvel Studios Kevin Feige

Dal 2010 sono continuati i successi al box-office dei film di supereroi, tra cui Iron Man 2 (2010), Kick-Ass (2010) Thor (2011), X-Men - L'inizio (2011), Captain America - Il primo Vendicatore (2011). Nel 2010 è uscito anche Jonah Hex, che si è rivelato un flop, così come Lanterna Verde (2011).
Il box-office del 2012 è stato dominato dai film di supereroi; si è aperto con Ghost Rider - Spirito di vendetta, che però non è riuscito a brillare al botteghino. Nel maggio dello stesso anno è uscito The Avengers, cross-over dei film prodotti dai Marvel Studios e ultimo film della "Fase Uno" del Marvel Cinematic Universe, che si è rivelato un successo superando il miliardo di dollari di incasso in soli 19 giorni, e diventando il film di supereroi di maggior incasso, con oltre un miliardo e mezzo di dollari incassati. Nell'estate dello stesso anno è uscito The Amazing Spider-Man di Marc Webb, reboot della serie di film di Spider-Man, che si è rivelato un successo mondiale con 758 milioni di dollari d'incasso. A luglio Il cavaliere oscuro - Il ritorno è stato un successo di critica e ha superato il miliardo di dollari di incasso in meno di due mesi. Nel settembre 2012 è uscito negli Stati Uniti anche Dredd - Il giudice dell'apocalisse; visto lo scarso successo, in Italia è stato distribuito direttamente per il mercato home video nel 2019.
Nell'aprile 2013 è uscito Iron Man 3, primo film della "Fase Due" del Marvel Cinematic Universe, che ha superato il miliardo di dollari di incasso. A giugno è la volta de L'uomo d'acciaio, reboot della serie di film di Superman e primo film del DC Extended Universe. A luglio è uscito Wolverine - L'immortale, sequel di X-Men le origini - Wolverine, mentre a novembre Thor: The Dark World è stato un successo, superando l'incasso del precedente capitolo.
Nel 2014 sono usciti ad aprile, marzo in Italia, Captain America: The Winter Soldier, sequel di Captain America - Il primo Vendicatore, e The Amazing Spider-Man 2 - Il potere di Electro, sequel di The Amazing Spider-Man, con quest'ultimo che non è riuscito a superare gli incassi del precedente capitolo. Sono usciti anche X-Men - Giorni di un futuro passato (a maggio), che è diventato il film degli X-Men con i maggiori incassi, Guardiani della Galassia (ad agosto, ottobre in Italia), basato sull'omonimo gruppo, e il film d'animazione Big Hero 6 (a novembre, dicembre in Italia), basato sull'omonimo gruppo, 54º Classico Disney e vincitore del miglior film d'animazione agli Oscar 2015.
Nel 2015 è uscito a maggio (aprile in Italia) Avengers: Age of Ultron, sequel di The Avengers, che è diventato un grande successo mondiale, arrivando quasi a eguagliare gli incassi del precedente capitolo, incassando più di 1,4 miliardi di dollari. Ad agosto è uscito Ant-Man, ultimo film della "Fase Due" del Marvel Cinematic Universe, e a settembre Fantastic 4 - I Fantastici Quattro, reboot della serie di film dei Fantastici Quattro, che si è rivelato un flop.
Nel 2016 sono usciti Deadpool (a febbraio), basato sull'omonimo personaggio, a marzo invece Batman v Superman: Dawn of Justice, basato sui personaggi di Batman e Superman, mentre a maggio Captain America: Civil War, sequel di Captain America: The Winter Soldier e primo film della "Fase Tre" del Marvel Cinematic Universe, seguito da X-Men - Apocalisse, sequel di X-Men - Giorni di un futuro passato, ad agosto Suicide Squad della DC, basato sull'omonimo gruppo, e Doctor Strange (a novembre, ottobre in Italia) della Marvel, basato sull'omonimo personaggio.
Nel 2017 sono usciti il film d'animazione LEGO Batman - Il film (a febbraio), spin-off di The LEGO Movie, Logan: The Wolverine (a marzo), sequel di Wolverine - L'immortale, Guardiani della Galassia Vol. 2 (a maggio, aprile in Italia), sequel di Guardiani della Galassia, Wonder Woman (a giugno), basato sull'omonimo personaggio, Spider-Man: Homecoming (a luglio) della Marvel / Sony, Thor: Ragnarok (a novembre, ottobre in Italia), sequel di Thor: The Dark World, e sempre a novembre Justice League, basato sull'omonimo gruppo.
Nel 2018 sono usciti Black Panther (a febbraio), che è diventato il primo film di supereroi a ricevere la candidatura per l'Oscar al miglior film, e Avengers: Infinity War (ad aprile) della Marvel, che, con un incasso di oltre 2 miliardi di dollari, è diventato il nuovo film di supereroi con i maggiori incassi e il settimo maggiore incasso nella storia del cinema. A maggio è uscito Deadpool 2 (sequel di Deadpool), a giugno (settembre in Italia) il film d'animazione Gli Incredibili 2, sequel di Gli Incredibili - Una "normale" famiglia di supereroi, a luglio (agosto in Italia) Ant-Man and the Wasp, sequel di Ant-Man, e sempre a luglio (settembre in Italia) Teen Titans Go! - Il film, basato sul gruppo dei Giovani Titani e adattamento cinematografico dell'omonima serie animata. A ottobre è uscito Venom, basato sull'omonimo personaggio e primo film del Sony's Spider-Man Universe, a dicembre il film d'animazione Spider-Man - Un nuovo universo, primo film dello Spider-Verse e vincitore del miglior film d'animazione agli Oscar 2019, e sempre a dicembre (gennaio 2019 in Italia) Aquaman, basato sull'omonimo personaggio della DC.
Nel 2019 sono usciti Captain Marvel (a marzo), nuovo film Marvel basato sul personaggio di Carol Danvers, e Shazam! (ad aprile), basato sull'omonimo personaggio della DC. Sempre ad aprile è uscito Avengers: Endgame, quarto film sugli Avengers e sequel di Infinity War, che ha ottenuto un incasso superiore al suo predecessore, diventando anche il film di maggiore incasso nella storia del cinema. A giugno è uscito X-Men: Dark Phoenix, sequel di X-Men - Apocalisse, mentre a luglio Spider-Man: Far from Home, sequel di Spider-Man: Homecoming e ultimo film della "Fase Tre" e della "Saga dell'infinito" del Marvel Cinematic Universe, che si è conclusa incassando più di 22 miliardi di dollari in tutto il mondo.

### Dal 2020
Nel 2020, anno condizionato dalla pandemia di COVID-19, sono usciti solo tre film: Birds of Prey e la fantasmagorica rinascita di Harley Quinn (a febbraio), spin-off di Suicide Squad, The New Mutants (ad agosto), basato sulla serie a fumutti Nuovi Mutanti e ultimo film della serie degli X-Men, e Wonder Woman 1984 (a dicembre), sequel di Wonder Woman.
Nel 2021 sono usciti la Zack Snyder's Justice League (a marzo), director's cut di Justice League, Black Widow (a luglio), primo film della "Fase Quattro" e della "Saga del multiverso" del Marvel Cinematic Universe, The Suicide Squad - Missione suicida (ad agosto), sequel di Suicide Squad, Shang-Chi e la leggenda dei Dieci Anelli (a settembre), basato sull'omonimo personaggio, Venom - La furia di Carnage (a ottobre), sequel di Venom, Eternals (a novembre), basato sul gruppo degli Eterni, e Spider-Man: No Way Home (a dicembre), sequel di Spider-Man: Far from Home.
Nel 2022 sono usciti The Batman (a marzo), nuovo reboot della serie di film di Batman, Morbius (ad aprile, marzo in Italia), nuovo film del Sony's Spider-Man Universe basato sull'omonimo personaggio, Doctor Strange nel Multiverso della Follia (a maggio), sequel di Doctor Strange, Thor: Love and Thunder (a luglio), sequel di Thor: Ragnarok, Black Adam (a ottobre), nuovo film del DC Extended Universe basato sull'omonimo personaggio e spin-off di Shazam!, e Black Panther: Wakanda Forever (a novembre), sequel di Black Panther e ultimo film della "Fase Quattro" del Marvel Cinematic Universe.
Nel 2023 sono usciti Ant-Man and the Wasp: Quantumania (a febbraio), sequel di Ant-Man and the Wasp e primo film della "Fase Cinque" del Marvel Cinematic Universe, Shazam! Furia degli dei (a marzo), sequel di Shazam!, Guardiani della Galassia Vol. 3 (a maggio), sequel di Guardiani della Galassia Vol. 2, il film d'animazione Spider-Man: Across the Spider-Verse (a giugno), sequel di Spider-Man - Un nuovo universo, The Flash (a giugno), basato sull'omonimo personaggio, Blue Beetle (ad agosto), basato sull'omonimo personaggio, The Marvels (a novembre), sequel di Captain Marvel, e Aquaman e il regno perduto (a dicembre), sequel di Aquaman e ultimo film del DC Extended Universe.
Nel 2024 sono usciti Madame Web (a febbraio), basato sull'omonimo personaggio, Deadpool & Wolverine (a luglio), sequel di Deadpool 2 (della serie di film X-Men), che ha segnato l'esordio dei due personaggi nel Marvel Cinematic Universe ed è diventato il film vietato ai minori con il maggiore incasso di sempre, Venom: The Last Dance (a ottobre), sequel di Venom - La furia di Carnage, e Kraven - Il cacciatore (a dicembre), basato sull'omonimo personaggio.
Nel 2025 sono usciti Captain America: Brave New World (a febbraio), sequel di Captain America: Civil War, Thunderbolts* (a maggio, aprile in Italia), basato sull'omonimo gruppo e ultimo film della "Fase Cinque" del Marvel Cinematic Universe, Superman (a luglio), nuovo reboot della serie di film di Superman e primo film del DC Universe e del "Capitolo Uno: Dei e Mostri", e I Fantastici Quattro - Gli inizi (a luglio), secondo reboot della serie di film dei Fantastici Quattro e primo film della "Fase Sei" del Marvel Cinematic Universe.

## Parodie
Il successo del genere sia al cinema che nel mercato dell'home video ha portato alla nascita di parodie sui supereroi. Si può citare tra queste il film di Kevin Smith del 2001 Jay & Silent Bob... Fermate Hollywood!, storia di due supereroi che stanno per essere adattati sul grande schermo, ma senza il loro consenso. Nel 2004 è uscito direttamente per l'home video il falso documentario Comic Book: The Movie, la storia narra le vicende di un fan sfegatato dell'immaginario supereroe Capitan Courage e di uno studio che vuole trarne un film.
Una parodia ben più sviluppata è stata diretta e sceneggiata nel 2008 da Craig Mazin, Superhero - Il più dotato fra i supereroi. La storia si rifà principalmente ai film di Raimi su Spider-Man, ma vengono menzionati anche quelli degli X-Men e dei Fantastici Quattro. Il film spagnolo Diamond Flash del 2011 ha presentato in maniera singolare la figura misteriosa di un personaggio supereroistico.

## I film di supereroi italiani
In Italia in seguito al grande successo ottenuto dai film supereroistici statunitensi sono usciti negli anni '60 Come rubare la corona d'Inghilterra, Kriminal, Arrriva Dorellik, Satanik, I fantastici 3 Supermen, e Goldface - Il fantastico superman. Nel 1980 sono usciti L'uomo puma e la commedia Poliziotto superpiù. Nel 2008 è uscito Capitan Basilico, commedia satirica che è stata seguita nel 2011 da Capitan Basilico 2 - I Fantastici 4+4.
Nel 2014 è uscito Il ragazzo invisibile e nel 2015 Lo chiamavano Jeeg Robot, entrambi con protagonisti due supereroi italiani; il primo ha avuto un sequel, Il ragazzo invisibile - Seconda generazione, uscito nel 2018. Nel 2017 è uscito Sign Gene, il primo film al mondo su supereroi sordi con superpoteri tramite l'uso della lingua dei segni.

## I maggiori incassi mondiali

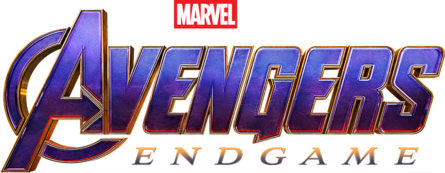
Logo di Avengers: Endgame (2019), il film di supereroi con il maggior incasso nella storia del cinema

La classifica sottostante, non corretta secondo il tasso d'inflazione, è aggiornata al 19 agosto 2025.
1. Avengers: Endgame (2019) - 2799439100 $[36]
2. Avengers: Infinity War (2018) - 2052415039 $[32]
3. Spider-Man: No Way Home (2021) - 1921426073 $[43]
4. The Avengers (2012) - 1520538536 $[19]
5. Avengers: Age of Ultron (2015) - 1405018048 $[29]
6. Black Panther (2018) - 1349926083 $[44]
7. Deadpool & Wolverine (2024) - 1338073645 $[45]
8. Gli Incredibili 2 (2018) - 1243225667 $[46]
9. Iron Man 3 (2013) - 1215577205 $[23]
10. Captain America: Civil War (2016) - 1155046416 $[47]
11. Aquaman (2018) - 1152028393 $[48]
12. Spider-Man: Far from Home (2019) - 1132723226 $[49]
13. Captain Marvel (2019) - 1131416446 $[50]
14. Il cavaliere oscuro - Il ritorno (2012) - 1114976407 $[21]
15. Il cavaliere oscuro (2008) - 1009057329 $[10]
16. Doctor Strange nel Multiverso della Follia (2022) - 955775804 $[51]
17. Spider-Man 3 (2007) - 891698064 $[6]
18. Spider-Man: Homecoming (2017) - 880978185 $[52]
19. Batman v Superman: Dawn of Justice (2016) - 874362803 $[53]
20. Guardiani della Galassia Vol. 2 (2017) - 863756903 $[54]
21. Black Panther: Wakanda Forever (2022) - 859208836 $[55]
22. Venom (2018) - 856085161 $[56]
23. Thor: Ragnarok (2017) - 855301806 $[57]
24. Guardiani della Galassia Vol. 3 (2023) - 845555777 $[58]
25. Spider-Man (2002) - 825820712 $[59]
26. Wonder Woman (2017) - 823970682 $[60]
27. Deadpool 2 (2018) - 785896632 $[61]
28. Spider-Man 2 (2004) - 784561571 $[62]
29. Deadpool (2016) - 782837347 $[63]
30. Guardiani della Galassia (2014) - 773350376 $[64]
31. The Batman (2022) - 772319315 $[65]
32. Thor: Love and Thunder (2022) - 760928081 $[66]
33. The Amazing Spider-Man (2012) - 758725893 $[20]
34. Suicide Squad (2016) - 749200054 $[67]
35. X-Men - Giorni di un futuro passato (2014) - 746045700 $[68]
36. The Amazing Spider-Man 2 - Il potere di Electro (2014) - 716934779 $[26]
37. Captain America: The Winter Soldier (2014) - 714421503 $[69]
38. Spider-Man: Across the Spider-Verse (2023) - 690824738 $[70]
39. Doctor Strange (2016) - 677796833 $[71]
40. L'uomo d'acciaio (2013) - 670145518 $[72]
41. Justice League (2017) - 661326987 $[73]
42. Big Hero 6 (2014) - 657870525 $[74]
43. Thor: The Dark World (2013) - 644783140 $[25]
44. Gli Incredibili - Una "normale" famiglia di supereroi (2004) - 631688498 $[75]
45. Hancock (2008) - 629443428 $[11]
46. Iron Man 2 (2010) - 623933331 $[76]
47. Ant-Man and the Wasp (2018) - 622674139 $[77]
48. Logan: The Wolverine (2017) - 619180476 $[78]
49. Superman (2025) - 597354011 $[79]
50. Iron Man (2008) - 585796247 $[7]